# フレッド・リン
フレデリック・マイケル・リン（Frederic Michael Lynn, 1952年2月3日 - ）は、アメリカ合衆国イリノイ州シカゴ出身の元プロ野球選手（外野手）。左投左打。

## 経歴

### プロ入り前
1970年のMLBドラフト3巡目（全体60位）でニューヨーク・ヤンキースから指名を受けるが、契約せずに南カリフォルニア大学へ進学した。1972年には第1回日米大学野球選手権に出場している。第3戦で同選手権のMVPとなる山口高志から本塁打を放っており、敢闘賞を受賞した。

### プロ入りとレッドソックス時代
1973年のMLBドラフト2巡目（全体41位）でボストン・レッドソックスから指名され、プロ入り。1974年9月5日のミルウォーキー・ブルワーズ戦でメジャーデビュー。9月15日の同カードでメジャー初安打を本塁打で飾るなど、打率.419・2本塁打を記録。
1975年は開幕メジャー入りを果たし、6月18日のデトロイト・タイガース戦で3本塁打・1三塁打・1単打の計5安打を放ち10打点、リーグ記録の16塁打。前半戦で打率.342・16本塁打・71打点を記録し、オールスターゲームに初選出される。最終的にリーグ2位の打率.331・21本塁打・105打点、いずれもリーグトップの47二塁打・103得点・長打率.566・OPS.967の大活躍で、同じくルーキーでチームメイトのジム・ライスと共に「Gold Dust Twins」と呼ばれ、チームの地区優勝の原動力となる。ワールドシリーズ3連覇中のオークランド・アスレティックスとのリーグチャンピオンシップシリーズでは打率.364を記録し、チームは3連勝で8年ぶりのリーグ優勝。シンシナティ・レッズとのワールドシリーズでは第6戦で先制の3点本塁打を放つなど活躍を見せるが、チームは3勝4敗で敗退し57年ぶりのワールドチャンピオンはならなかった。オフに史上初めてMVPとルーキー・オブ・ザ・イヤーを同時受賞し（後に2001年のイチローが2人目となる）、ゴールドグラブ賞も獲得した。1976年は打率.314を記録するが、本塁打は10と前年から半減した。1977年は故障で出遅れ、復帰後も調子が上がらず打率.260に終わる。1978年は前半戦で打率.331を記録。後半で調子を落としたが打率.298・22本塁打の成績。チームは一時ヤンキースに最大14ゲーム差を付けたが9月に逆転され、シーズン最終戦で同率に並んだもののワンゲームプレイオフで敗れて地区優勝を逃した。1979年は前半戦だけでそれまでの自己最多を位更新する24本塁打・75打点を記録するなど好調で、最終的にいずれもキャリアハイの打率.333・39本塁打・122打点・177安打・出塁率.423・長打率.637・OPS1.059を記録し、首位打者のタイトルを獲得。MVPの投票でも4位に入った。1980年は5月13日のミネソタ・ツインズ戦でサイクル安打を達成するが、8月28日を最後に故障で離脱し、12本塁打・61打点に留まった。

### エンゼルス時代
少年時代を過ごした西海岸でのプレーを望んでいたリンは、1981年1月23日にジョー・ルディ、フランク・タナナ、ジム・ドーシーとのトレードで、スティーブ・レンコと共にカリフォルニア・エンゼルスへ移籍した。
1981年は50日間に及ぶストライキでシーズンが中断され、再開後は打率.131・0本塁打と極度の不振に陥り、打率.219・5本塁打とキャリアワーストの成績に終わった。1982年は打率.299・21本塁打・86打点と復活し、チームの3年ぶりの地区優勝に貢献。ブルワーズとのリーグチャンピオンシップシリーズでは打率.611・1本塁打の大活躍。チームは2連勝後に3連敗を喫し後一歩でリーグ優勝を逃したが、活躍が評価されて史上初めて敗退チームからシリーズMVPに選出された。1983年は9年連続でオールスターに選出され、3回に史上初（現在でも唯一）の満塁本塁打を放ち、オールスターMVPを受賞。9月8日を最後に離脱するが、22本塁打を記録した。1984年オフにFAとなった。

### オリオールズ時代
1984年12月11日にボルチモア・オリオールズと契約した。
1985年は23本塁打・68打点を記録するがキャリアワーストの100三振。1986年は前半戦で打率.316を記録するが、後半戦で失速し打率.287・23本塁打・67打点。1987年は4年連続の23本塁打を記録。20本以上で同じ本塁打数が4年続いたのは1961年 - 1964年のケン・ボイヤー以来で、現在でもこの2例のみ。

### タイガース時代
1988年8月31日にクリス・ホイルス、後日発表選手のマイナー選手2名を含む3選手とのトレードで、地区優勝を争っていたタイガースへ移籍した。ポストシーズンの出場資格を得るには、同日中にチームに合流（滞在先へ移動）しなくてはならず、すぐに遠征先のアナハイムから飛行機に乗ってタイガースの遠征先シカゴに向かったが、飛行機が遅れて到着は9月1日の午前0時を過ぎていた。このため出場資格を失うが、メジャーリーグ選手会が「選手が合流しようと努力しているのに、資格を奪うのはやりすぎ」と訴え、当時のピーター・ユベロスコミッショナーが出場を許可したが、チームは9月に入って失速し、地区優勝を逃した。9月25日の古巣オリオールズ戦では9回に代打逆転満塁本塁打を放った。1989年は9月4日のカンザスシティ・ロイヤルズ戦でブレット・セイバーヘイゲンから通算300本塁打を記録するが、打率.241・11本塁打に終わる。オフにFAとなった。

### パドレス時代
1989年12月6日にサンディエゴ・パドレスと契約した。
初のナショナルリーグでのキャリアとなった1990年は開幕戦で本塁打を放つが、その後は控えに回ることが多くなり、同年限りで現役引退。
故障がちなこともあり、1978年以外は150試合以上に出場したシーズンは一度もなかった。通算306本塁打は、中堅手としてはウィリー・メイズ、ケン・グリフィー・ジュニア、ミッキー・マントル、デューク・スナイダー、デイル・マーフィー、ジョー・ディマジオ、ジム・エドモンズに次ぐ記録である。
MLBオールスターゲームでの通算本塁打は4本で、スタン・ミュージアル（6本）に次ぐ歴代単独2位。

## 詳細情報

### 年度別打撃成績
| 年 度     | 球 団     | 試 合 | 打 席 | 打 数 | 得 点 | 安 打 | 二 塁 打 | 三 塁 打 | 本 塁 打 | 塁 打 | 打 点 | 盗 塁 | 盗 塁 死 | 犠 打 | 犠 飛 | 四 球 | 敬 遠 | 死 球 | 三 振 | 併 殺 打 | 打 率 | 出 塁 率 | 長 打 率 | O P S |
| --------- | --------- | ----- | ----- | ----- | ----- | ----- | -------- | -------- | -------- | ----- | ----- | ----- | -------- | ----- | ----- | ----- | ----- | ----- | ----- | -------- | ----- | -------- | -------- | ----- |
| 1974      | BOS       | 15    | 51    | 43    | 5     | 18    | 2        | 2        | 2        | 30    | 10    | 0     | 0        | 0     | 1     | 6     | 2     | 1     | 6     | 0        | .419  | .490     | .698     | 1.188 |
| 1975      | BOS       | 145   | 605   | 528   | 103   | 175   | 47       | 7        | 21       | 299   | 105   | 10    | 5        | 6     | 6     | 62    | 10    | 3     | 90    | 11       | .331  | .401     | .566     | .967  |
| 1976      | BOS       | 132   | 566   | 507   | 76    | 159   | 32       | 8        | 10       | 237   | 65    | 14    | 9        | 0     | 10    | 48    | 2     | 1     | 67    | 9        | .314  | .367     | .467     | .835  |
| 1977      | BOS       | 129   | 564   | 497   | 81    | 129   | 29       | 5        | 18       | 222   | 76    | 2     | 3        | 5     | 8     | 51    | 2     | 3     | 63    | 14       | .260  | .327     | .447     | .774  |
| 1978      | BOS       | 150   | 627   | 541   | 75    | 161   | 33       | 3        | 22       | 266   | 82    | 3     | 6        | 4     | 6     | 75    | 11    | 1     | 50    | 9        | .298  | .380     | .492     | .872  |
| 1979      | BOS       | 147   | 622   | 531   | 116   | 177   | 42       | 1        | 39       | 338   | 122   | 2     | 2        | 0     | 5     | 82    | 4     | 4     | 79    | 9        | .333  | .423     | .637     | 1.059 |
| 1980      | BOS       | 110   | 478   | 415   | 67    | 125   | 32       | 3        | 12       | 199   | 61    | 12    | 0        | 0     | 5     | 58    | 3     | 0     | 39    | 10       | .301  | .383     | .480     | .862  |
| 1981      | CAL       | 76    | 302   | 256   | 28    | 56    | 8        | 1        | 5        | 81    | 31    | 1     | 2        | 1     | 4     | 38    | 4     | 3     | 42    | 7        | .219  | .322     | .316     | .639  |
| 1982      | CAL       | 138   | 545   | 472   | 89    | 141   | 38       | 1        | 21       | 244   | 86    | 7     | 8        | 5     | 7     | 58    | 4     | 3     | 72    | 9        | .299  | .374     | .517     | .891  |
| 1983      | CAL       | 117   | 500   | 437   | 56    | 119   | 20       | 3        | 22       | 211   | 74    | 2     | 2        | 0     | 6     | 55    | 10    | 2     | 83    | 7        | .272  | .352     | .483     | .835  |
| 1984      | CAL       | 142   | 600   | 517   | 84    | 140   | 28       | 4        | 23       | 245   | 79    | 2     | 2        | 2     | 2     | 77    | 8     | 2     | 97    | 14       | .271  | .366     | .474     | .840  |
| 1985      | BAL       | 124   | 508   | 448   | 59    | 118   | 12       | 1        | 23       | 201   | 68    | 7     | 3        | 0     | 6     | 53    | 6     | 1     | 100   | 7        | .263  | .339     | .449     | .787  |
| 1986      | BAL       | 112   | 456   | 397   | 67    | 114   | 13       | 1        | 23       | 198   | 67    | 2     | 2        | 0     | 4     | 53    | 1     | 2     | 59    | 20       | .287  | .371     | .499     | .869  |
| 1987      | BAL       | 111   | 438   | 396   | 49    | 100   | 24       | 0        | 23       | 193   | 60    | 3     | 7        | 0     | 2     | 39    | 6     | 1     | 72    | 8        | .253  | .320     | .487     | .807  |
| 1988      | BAL       | 87    | 334   | 301   | 37    | 76    | 13       | 1        | 18       | 145   | 37    | 2     | 2        | 1     | 4     | 28    | 1     | 0     | 66    | 7        | .252  | .312     | .482     | .794  |
| 1988      | DET       | 27    | 98    | 90    | 9     | 20    | 1        | 0        | 7        | 42    | 19    | 0     | 0        | 0     | 2     | 5     | 0     | 1     | 16    | 2        | .222  | .265     | .467     | .732  |
| '88計     | DET       | 114   | 432   | 391   | 46    | 96    | 14       | 1        | 25       | 187   | 56    | 2     | 2        | 1     | 6     | 33    | 1     | 1     | 82    | 9        | .246  | .302     | .478     | .780  |
| 1989      | DET       | 117   | 406   | 353   | 44    | 85    | 11       | 1        | 11       | 131   | 46    | 1     | 1        | 0     | 5     | 47    | 1     | 1     | 71    | 5        | .241  | .328     | .371     | .699  |
| 1990      | SD        | 90    | 223   | 196   | 18    | 47    | 3        | 1        | 6        | 70    | 23    | 2     | 0        | 1     | 3     | 22    | 2     | 1     | 44    | 1        | .240  | .315     | .357     | .672  |
| MLB：17年 | MLB：17年 | 1969  | 7923  | 6925  | 1063  | 1960  | 388      | 43       | 306      | 3352  | 1111  | 72    | 54       | 25    | 86    | 857   | 77    | 30    | 1116  | 149      | .283  | .360     | .484     | .845  |

- 各年度の太字はリーグ最高

### タイトル
- 首位打者：1回（1979年）

### 表彰
- シーズンMVP：1回（1975年）
- 新人王：（1975年）
- ゴールドグラブ賞：4回（1975年, 1978年 - 1980年）
- MLBオールスターゲーム最優秀選手：1回（1983年）
- リーグチャンピオンシップシリーズMVP：1回（1982年）

### 記録
- オールスター選出：9回（1975年 -  1983年）
- サイクル安打：1回（1980年5月13日）

### 背番号
- 19（1974年 - 1980年、1982年 - 1988年途中）
- 8（1981年、1990年）
- 9（1988年途中 - 1989年）

### 代表歴
- 第1回日米大学野球選手権大会 アメリカ合衆国代表（1972年）